# Сан-Джованни-Баттиста-Деколлато (титулярная диакония)
Сан-Джованни-Баттиста-Деколлато (лат. Diaconia Sancti Ioannis Baptistae Decollati) — упразднённая титулярная церковь была создана Папой Павлом VI в 1969 году. Титулярная диакония принадлежала церкви Сан-Джованни-Баттиста-Деколлато, расположенной в районе Рима Рипа, на виа Сан-Джованни-Баттиста-Деколлато.

## Список кардиналов-дьяконов и кардиналов-священников титулярной диаконии Сан-Джованни-Баттиста-Деколлато
- Марио Назалли Рокка ди Корнелиано (30 апреля 1969 — 30 июня 1979), титул pro illa vice (30 июня 1979 — 9 ноября 1988, до смерти);
  - вакансия (1988—2013);
- Титулярная диакония упразднена в 2013 году.